# Grande Prémio da Nova Zelândia

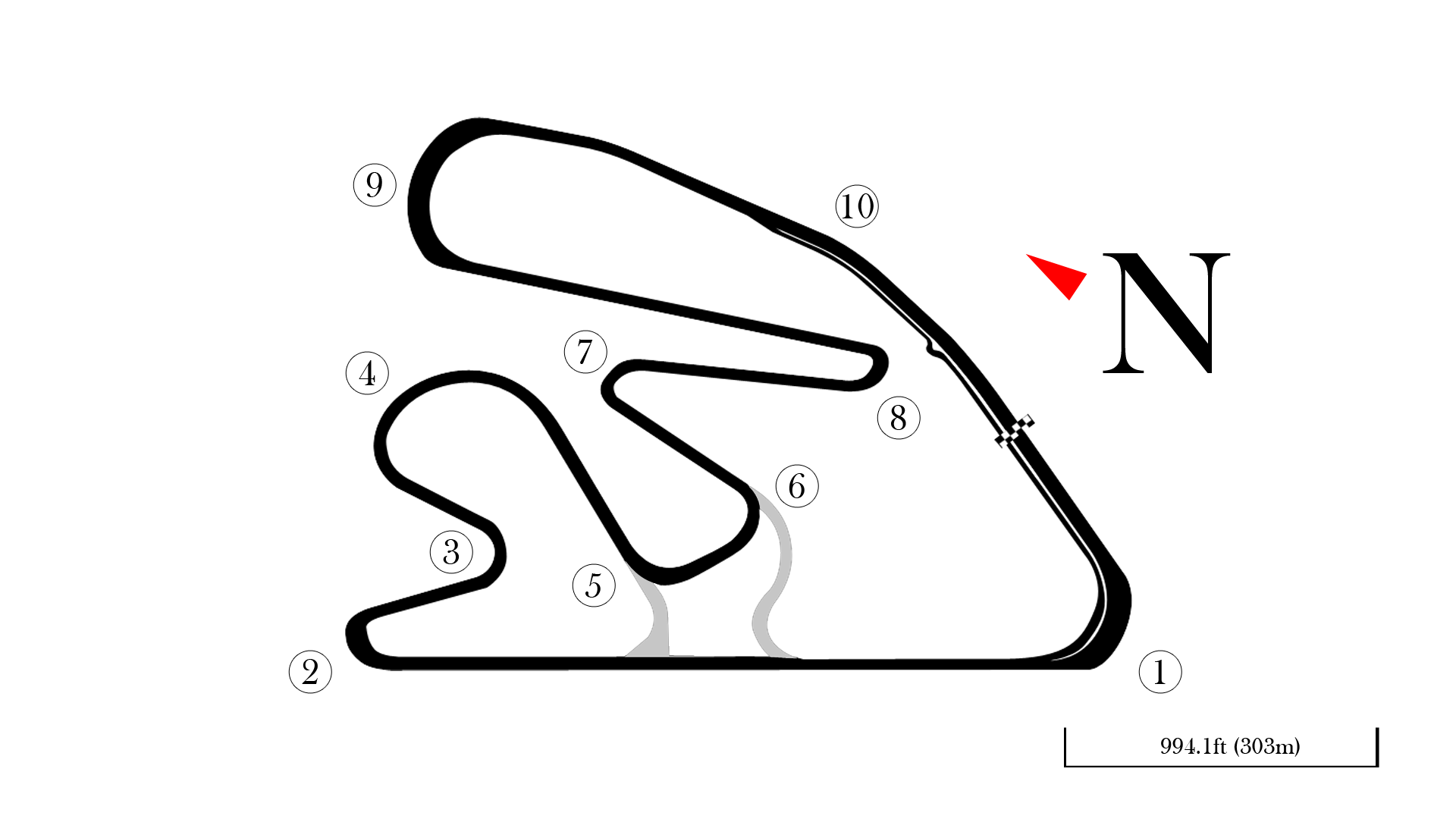
Hampton Downs, traçado usado em 2021 e 2023

O Grande Prémio da Nova Zelândia, também conhecido como Grande Prémio Internacional da Nova Zelândia, é uma prova de automobilismo anual realizada na Nova Zelândia. A primeira edição remonta ao ano de 1950. Actualmente a corrida conta para a Toyota Racing Series. É uma das duas únicas provas de Grande Prémio nacionais que não conta para o calendário da Fórmula 1 (a outra é o Grande Prémio de Macau. É uma importante corrida no calendário internacional, e destacou-se mais quando integrava a Tasman Series. Com o actual domínio da Fórmula 1, a prova perdeu algum prestígio. O circuito Manfeild Autocourse acolheu o evento em 2009 e 2010, e irá continuar a recebê-lo até 2014.

## Vencedores do Grande Prémio da Nova Zelândia
| Ano                               | Vencedor            | Carro                           | Classe                     | Circuito                     | Detalhes |
| --------------------------------- | ------------------- | ------------------------------- | -------------------------- | ---------------------------- | -------- |
| 1950                              | John McMillan       | Jackson Special                 |                            | Ohakea Circuit               |          |
| entre 1951 e 1953 não se disputou |                     |                                 |                            |                              |          |
| 1954                              | Stan Jones          | Maybach Special                 |                            | Ardmore Circuit              |          |
| 1955                              | Prince B. Bira      | Maserati 250F                   |                            | Ardmore Circuit              |          |
| 1956                              | Stirling Moss       | Maserati 250F                   |                            | Ardmore Circuit              |          |
| 1957                              | Reg Parnell         | Ferrari 555/860                 |                            | Ardmore Circuit              |          |
| 1958                              | Jack Brabham        | Cooper T43 Climax               |                            | Ardmore Circuit              |          |
| 1959                              | Stirling Moss       | Cooper T45 Climax               |                            | Ardmore Circuit              |          |
| 1960                              | Jack Brabham        | Cooper T51 Climax               |                            | Ardmore Circuit              |          |
| 1961                              | Jack Brabham        | Cooper T53 Climax               |                            | Ardmore Circuit              |          |
| 1962                              | Stirling Moss       | Lotus 21 Climax                 |                            | Ardmore Circuit              |          |
| 1963                              | John Surtees        | Lola Mk4 Climax                 |                            | Pukekohe Park Raceway        |          |
| 1964                              | Bruce McLaren       | Cooper T70 Climax               | Tasman Series              | Pukekohe Park Raceway        |          |
| 1965                              | Graham Hill         | Brabham BT11A Climax            | Tasman Series              | Pukekohe Park Raceway        |          |
| 1966                              | Graham Hill         | BRM P261                        | Tasman Series              | Pukekohe Park Raceway        |          |
| 1967                              | Jackie Stewart      | BRM P261                        | Tasman Series              | Pukekohe Park Raceway        |          |
| 1968                              | Chris Amon          | Ferrari 246T Ferrari V6         | Tasman Series              | Pukekohe Park Raceway        |          |
| 1969                              | Chris Amon          | Ferrari 246T Ferrari V6         | Tasman Series              | Pukekohe Park Raceway        |          |
| 1970                              | Frank Matich        | McLaren M10A Chevrolet          | Tasman Series Fórmula 5000 | Pukekohe Park Raceway        |          |
| 1971                              | Niel Allen          | McLaren M10B Chevrolet          | Tasman Series Fórmula 5000 | Pukekohe Park Raceway        |          |
| 1972                              | Frank Gardner       | Lola T300 Chevrolet             | Tasman Series Fórmula 5000 | Pukekohe Park Raceway        |          |
| 1973                              | John McCormack      | Elfin MR5 Repco-Holden          | Tasman Series Fórmula 5000 | Pukekohe Park Raceway        |          |
| 1974                              | John McCormack      | Elfin MR5 Repco-Holden          | Tasman Series Fórmula 5000 | Wigram Airfield Circuit      |          |
| 1975                              | Warwick Brown       | Lola T332 Chevrolet             | Tasman Series Fórmula 5000 | Pukekohe Park Raceway        |          |
| 1976                              | Ken Smith           | Lola T332 Chevrolet             | Fórmula 5000               | Pukekohe Park Raceway        |          |
| 1977                              | Keke Rosberg        | Chevron B34                     | Fórmula Pacific            | Pukekohe Park Raceway        |          |
| 1978                              | Keke Rosberg        | Chevron B34                     | Fórmula Pacific            | Pukekohe Park Raceway        |          |
| 1979                              | Teo Fabi            | March 79B                       | Fórmula Pacific            | Pukekohe Park Raceway        |          |
| 1980                              | Steve Millen        | Ralt RT1                        | Fórmula Pacific            | Pukekohe Park Raceway        |          |
| 1981                              | David McMillan      | Ralt RT1                        | Fórmula Pacific            | Pukekohe Park Raceway        |          |
| 1982                              | Roberto Moreno      | Ralt RT4 Ford                   | Fórmula Pacific            | Pukekohe Park Raceway        |          |
| 1983                              | David Oxton         | Ralt RT4 Ford                   | Fórmula Mondial            | Pukekohe Park Raceway        |          |
| 1984                              | Davy Jones          | Ralt RT4 Ford                   |                            | Pukekohe Park Raceway        |          |
| 1985                              | Ross Cheever        | Ralt RT4 Ford                   |                            | Pukekohe Park Raceway        |          |
| 1986                              | Ross Cheever        | Ralt RT4 Ford                   |                            | Pukekohe Park Raceway        |          |
| 1987                              | Davy Jones          | Ralt RT4 Ford                   |                            | Pukekohe Park Raceway        |          |
| 1988                              | Paul Radisich       | Ralt RT4 Ford                   |                            | Pukekohe Park Raceway        |          |
| 1989                              | Dean Hall           | Swift Cosworth                  |                            | Pukekohe Park Raceway        |          |
| 1990                              | Ken Smith           | Swift Cosworth                  |                            | Pukekohe Park Raceway        |          |
| 1991                              | Craig Baird         | Swift Toyota                    |                            | Pukekohe Park Raceway        |          |
| 1992                              | Craig Baird         | Reynard 92H                     | Formula Atlantic           | Manfeild Autocourse          |          |
| 1993                              | Craig Baird         | Reynard 92H                     | Formula Atlantic           | Manfeild Autocourse          |          |
| 1994                              | Greg Murphy         | Reynard 90D Holden              |                            | Manfeild Autocourse          |          |
| 1995                              | Brady Kennett       | Reynard 91D Holden              |                            | Manfeild Autocourse          |          |
| Em 1996 e 1997 não se disputou    |                     |                                 |                            |                              |          |
| 1998                              | Simon Wills         | Reynard 94D Holden              | Fórmula Holden             | Ruapuna Park                 |          |
| 1999                              | Simon Wills         | Reynard 94D Holden              | Fórmula Holden             | Ruapuna Park                 |          |
| 2000                              | Andy Booth          | Reynard 94D Holden              | Fórmula Holden             | Pukekohe Park Raceway        |          |
| em 2001 não se disputou           |                     |                                 |                            |                              |          |
| 2002                              | Fabian Coulthard    | Van Diemen Stealth RF94 Ford    | Fórmula Ford               | Teretonga Park               |          |
| 2003                              | Jonny Reid          | Van Diemen Stealth RF94 Ford    | Fórmula Ford               | Teretonga Park               |          |
| 2004                              | Ken Smith           | Van Diemen Stealth Evo2 Ford    | Fórmula Ford               | Teretonga Park               |          |
| 2005                              | Simon Gamble        | Spectrum 010 Ford               | Fórmula Ford               | Teretonga Park               |          |
| 2006                              | Hamad Al Fardan     | Tatuus TT104ZZ Toyota           | Toyota Racing Series       | Teretonga Park               |          |
| 2007                              | Daniel Gaunt        | Tatuus TT104ZZ Toyota           | Toyota Racing Series       | Teretonga Park               |          |
| 2008                              | Andy Knight         | Tatuus TT104ZZ Toyota           | Toyota Racing Series       | Manfeild Autocourse          |          |
| 2009                              | Daniel Gaunt        | Tatuus TT104ZZ Toyota           | Toyota Racing Series       | Manfeild Autocourse          |          |
| 2010                              | Earl Bamber         | Tatuus TT104ZZ Toyota           | Toyota Racing Series       | Manfeild Autocourse          |          |
| 2011                              | Mitch Evans         | Tatuus TT104ZZ Toyota           | Toyota Racing Series       | Manfeild Autocourse          |          |
| 2012                              | Nick Cassidy        | Tatuus TT104ZZ Toyota           | Toyota Racing Series       | Manfeild Autocourse          |          |
| 2013                              | Nick Cassidy        | Tatuus TT104ZZ Toyota           | Toyota Racing Series       | Manfeild Autocourse          |          |
| 2014                              | Nick Cassidy        | Tatuus TT104ZZ Toyota           | Toyota Racing Series       | Manfeild Autocourse          |          |
| 2015                              | Lance Stroll        | Tatuus FT-50 Toyota             | Toyota Racing Series       | Manfeild Autocourse          |          |
| 2016                              | Lando Norris        | Tatuus FT-50 Toyota             | Toyota Racing Series       | Manfeild Autocourse          |          |
| 2017                              | Jehan Daruvala      | Tatuus FT-50 Toyota             | Toyota Racing Series       | Manfeild: Circuit Chris Amon |          |
| 2018                              | Richard Verschoor   | Tatuus FT-50 Toyota             | Toyota Racing Series       | Manfeild: Circuit Chris Amon |          |
| 2019                              | Liam Lawson         | Tatuus FT-50 Toyota             | Toyota Racing Series       | Manfeild: Circuit Chris Amon |          |
| 2020                              | Igor Fraga          | Tatuus F.3 T-318 "FT-60" Toyota | Toyota Racing Series       | Manfeild: Circuit Chris Amon |          |
| 2021                              | Shane van Gisbergen | Tatuus F.3 T-318 "FT-60" Toyota | Toyota Racing Series       | Hampton Downs                |          |
| em 2022 não se disputou           |                     |                                 |                            |                              |          |

## References
1. ↑  Grand Prix a brand http://www.motorsport.org.nz/Race/news/news1Aug07NZGP.pdf Arquivado em 18 de julho de  2011, no Wayback Machine.
2. ↑  «TRS announce 2011 calendar». Toyota Racing Series. Toyota Racing Management. 1 de Julho de 2010. Consultado em 22 de Junho de 2011

## Ligações Externas
- O Grande Prémio da Nova Zelândia no site motorsport.org.nz